# Neufelden
Neufelden – gmina targowa w Austrii, w kraju związkowym Górna Austria, w powiecie Rohrbach. Liczy 1296 mieszkańców (1 stycznia 2015).